# Thielavia hyrcaniae
Thielavia hyrcaniae är en svampart som beskrevs av Nicot 1961. Thielavia hyrcaniae ingår i släktet Thielavia och familjen Chaetomiaceae.   Inga underarter finns listade i Catalogue of Life.